# 蒂娜·特纳的奖项与荣誉
蒂娜·特纳的奖项与荣誉列出蒂娜·特纳从出道以来获得了诸多的奖项。
蒂娜·特纳是美国著名的歌手，在她长达50年的演艺生涯中获奖无数。曾被滚石杂志名列史上最成功的艺人之一。她本人入选了摇滚名人堂。而她的两首作品《River Deep - Mountain High》和《Proud Mary》也分别与1999年和2003年入选葛莱美名人堂。蒂娜个人总过获得过8座葛莱美奖并在艾克&蒂娜·特纳演唱组时期获得过一座葛莱美奖。在她《Private Dancer Tour》中与她一起表演的著名歌手布莱恩·亚当斯曾经这么形容蒂娜的表演，“我从来没有看到过蒂娜在表演时在舞台上走，她永远都是在舞蹈的。永远都在给观众呈现一场伟大，华丽以及精彩的演出。并亲切真挚的像她的歌迷表示感谢”。而她那“永远舞动着的小腿”也使小布什总统深深着迷。
2010年，蒂娜赢得了2010年瑞士大奖最佳演出奖。2010年12月2日，蒂娜·特纳作为叶卡捷琳堡的荣誉代表，参加了在苏黎世举行的2018年世界杯足球赛的申办仪式。

## 葛莱美奖
- 1972: 葛莱美最佳R&B组合奖 (《Proud Mary》) - Ike Turner分享
- 1985: 葛莱美年度最佳唱片奖 (《What's Love Got to Do with It》)
- 1985: 葛莱美最佳流行女歌手 (What's Love Got to Do with It>)
- 1985: 葛莱美最佳摇滚女歌手 (《Better Be Good to Me》)
- 1986: 葛莱美最佳摇滚女歌手 (《One of the Living》)
- 1987: 葛莱美最佳摇滚女歌手 (《Back Where You Started》)
- 1988: 葛莱美最佳摇滚女歌手 (《Tina Live in Europe》)
- 2008: 葛莱美年度最佳专辑奖 (《River: The Joni Letters》) - 群星
- 2008: 葛莱美最佳当代爵士专辑奖  (《River: The Joni Letters》) - 群星
- 蒂娜的两张单曲《River Deep - Mountain High》和《Proud Mary》也分别与1999年和2003年入选葛莱美名人堂。[5]

## 全美音乐奖
- 1985: 最受喜爱的灵魂乐/R&B歌手
- 1985: 最受喜爱的灵魂乐/R&B录音带歌手
- 1986: 最受喜爱的流行/摇滚歌手

## 公告牌音乐奖
- 1984: 年度最佳回归艺人
- 1984: 年度最佳艺人
- 1984: 年度最佳女歌手
- 1984: 年对最佳灵魂乐/R&B歌手
- 1984: 年度最佳专辑
- 1984: 年度最佳歌曲
- 1986: 年度最佳歌手

## 有色人种促进协会形象奖
- 1986: 最佳女主角

## MTV音乐录音带奖
- 1985: 最佳音乐录音带女歌手 (《What's Love Got to Do with It》)
- 1986: 最佳现场表演录音带奖 (《It's Only Love》 与布莱恩·亚当斯一同演出）
- 总计五项MTV音乐录音带奖

## 肯尼迪表演艺术中心荣誉奖
- 2005年获奖。

## 好莱坞星光大道
- 1986年。

## 摇滚名人堂
- 1991年收入，艾克&蒂娜·特纳演唱组。

## 世界音乐奖
- 1991: 杰出贡献奖
- 1995: 传奇人物大奖

## 其他奖项
- 英国黑人音乐大奖 1999年终生成就奖
- 法国荣誉军团勋章
- 圣路易斯星光大道入选
- 2005年年度女性
- 2005年奥普拉·温弗里评选的史上最伟大的25名黑人女性
- 告示牌百强单曲榜成就奖
- VH-1电视台《100名最伟大的女性摇滚艺人》第二名。
- 滚石杂志《最伟大的100名艺人》第61名。
- 黑人娱乐电视台《史上最伟大的25名舞者》第19名。
- 1985年ACE电视台 ACE Award,。
- 2009年SwissAward最佳表演奖

## 注脚
1. ↑  . Rolling Stone. 2008-11-27, (1066): 73  [2009-04-06]. （原始内容存档于2009-03-08）.
2. ↑  . Rockhall.com.   [2008-11-01]. （原始内容存档于2008-01-16）.
3. ↑  . The Recording Academy.   [2008-09-03]. （原始内容存档于2009-04-20）.
4. ↑  . Whitehouse.gov. 2005-12-04  [2008-10-27]. （原始内容存档于2021-03-18）.
5. ↑  http://www.grammy.com/Recording_Academy/Awards/Hall_of_Fame/#t （页面存档备份，存于） grammy.com